# Єндрихувко
Єндрихувко (пол. Jędrychówko, нім. Heinrichshof) — село в Польщі, у гміні Моронґ Острудського повіту Вармінсько-Мазурського воєводства.
Населення — 450 осіб (2011).
У 1975-1998 роках село належало до Ольштинського воєводства.

## Демографія
Демографічна структура станом на 31 березня 2011 року:
|          | Загалом | Допрацездатний вік | Працездатний вік | Постпрацездатний вік |
| -------- | ------- | ------------------ | ---------------- | -------------------- |
| Чоловіки | 251     | 71                 | 163              | 17                   |
| Жінки    | 199     | 37                 | 135              | 27                   |
| Разом    | 450     | 108                | 298              | 44                   |